# Alpac Capital
 (avril 2024).
Alpac Capital est un fonds d'investissement portugais, fondé en 2013, présent dans trois secteurs : la technologie, les télécoms et les médias. Le fonds est réglementé par la Commission portugaise du marché des valeurs mobilières (CMVM). Il détient la chaîne pan-européenne Euronews depuis 2022,, qui aurait été acquise par des fonds issus de proches du Premier ministre hongrois Viktor Orbán.
Alpac Capital réalise des investissements en fonds propres afin de participer activement au développement des activités des entreprises dans lesquelles elle investit[réf. nécessaire].

## Historique

### Origines
Le fonds d'investissement a été fondé en 2013 et son siège social est situé à Lisbonne. Outre son siège mondial à Lisbonne, le cabinet possède également des bureaux régionaux à Budapest (Hongrie) et à Dubaï (Émirats arabes unis).
En décembre 2021, Alpac Capital entend acquérir les 88 % de Media Globe Networks (MGN) dans Euronews au milliardaire égyptien Naguib Sawiris. Cette décision est validée par le ministère français de l'Économie le 20 mai 2022 pour être finalisée en juillet 2022,. À cette occasion, la quasi-totalité des actionnaires publics se sont retirés du capital d'Euronews,.

### 2022: rachat controversé d'Euronews
En décembre 2021 Alpac Capital a signé une promesse de rachat de la chaîne pan-européenne Euronews, achat validé en mai 2024 par le ministère de l'économie français,. Alpac Capital avait annoncé « redevenir européenne » mais en mai 2024 il se présente encore comme présent aux Émirats arabes unis, avec comme mission « offrir des rendements supérieurs aux investisseurs en attirant et en fidélisant un groupe de personnes exceptionnelles et en créant un impact positif sur nos communautés » ; et Mário David, père de Pedro Vargas David, est un associé de longue date, conseiller et ami de Viktor Orbán,,.
En avril 2024, le quotidien français Le Monde, le site d’investigation hongrois Direkt36 et de l’hebdomadaire portugais Expresso révèlent que « des entités proches du premier ministre hongrois, Viktor Orbán, ont été, dans le plus grand secret, très largement impliquées dans cette opération ». Une présentation PowerPoint interne « strictement confidentielle » du fonds souverain hongrois Széchenyi (fonds alors sous tutelle d'une fondation présidée par le ministre hongrois de l'Économie Mihaly Varga), qui a apporté 45 millions d'euros, affiche comme objectif du rachat « d'atténuer les biais de gauche dans le journalisme ».

## Organisation

### Fonds
Les principaux fonds d'Alpacs sont les suivants :
- dans la technologie : « East West EuVECA Fund » avec 6 entreprises investies (Dreamshaper, Codevision, Biometrid, Login, TC2) et une entreprise cédée (Petapilot)[13],[14],[15],[16],[17];
- dans les télécommunications : « Luso Pannon EuVECA Fund », avec une participation minoritaire qualifiée dans le conglomérat de télécommunications 4iG[18];
- dans les médias : « Future Media EuVECA Fund », qui contrôle 98 % d'Euronews. En décembre ˌ, Alpac Capital a signé un accord pour racheter au magnat égyptien des télécommunications Naguib Sawiris la participation majoritaire dans la chaîne pan-européenne basée à Lyon Euronews.

Outre les fonds susmentionnés, les associés gérants d'Alpac Capital possèdent également des intérêts dans l'énergie solaire renouvelable (Luz.ON) et les médias (Newsplex.SA),,. L'activité énergie solaire d'Alpac a déjà vendu 450 MW dans le Baixo Alentejo à Galp Energia et est en train de concéder une licence de 700 MW à Greenvolt dans l'Alto Alentejo.

### Dirigeants
Alpac Capital compte deux associés fondateurs et directeurs : Pedro Vargas David et Luis Santos,. Ils sont tous deux diplômés en économie de l'Universidade Nova et anciens consultants de McKinsey & Company.
Pedro Vargas David, PDG, a également été directeur de la stratégie de Jerónimo Martins et est titulaire d'un MBA de l'Institut européen d'administration des affaires (Insead) et d'une formation exécutive de la Harvard Kennedy School et de la Harvard Business School. Pedro est le fils de l'ancien secrétaire d'État du Portugal et ancien député européen, Mário David.
Luis Santos, qui a travaillé chez McKinsey pendant 9 ans, en Europe, en Amérique du Sud et en Asie, est titulaire d'un MBA de l'université Columbia et d'un doctorat en sciences politiques et relations internationales de l'Universidade Católica Portuguesa. Luis Santos est le fils de l'entraîneur de football portugais Fernando Santos, qui a remporté le Championnat d'Europe de l'UEFA 2016 et la Ligue des Nations de l'UEFA 2019. Sa petite amie, Isabel Figueira, est une actrice et présentatrice de télévision portugaise.

## Voir plus